# Phước An, Tuy Phước
Phước An là một xã thuộc huyện Tuy Phước, tỉnh Bình Định, Việt Nam.
Xã Phước An có diện tích 33,69 km², dân số năm 1999 là 17.883 người, mật độ dân số đạt 531 người/km².

## Lịch sử
Ngày 24 tháng 8 năm 1981, Hội đồng Bộ trưởng ban hành quyết định số 41-HĐBT về việc chuyển xã Phước An thuộc huyện Phước Vân về huyện Tuy Phước mới tái lập quản lý.

## Hành chính
Xã Phước An được chia thành 10 thôn: An Hòa 1, An Hòa 2, An Sơn 1, An Sơn 2, Đại Hội, Ngọc Thạnh 1, Ngọc Thạnh 2, Quy Hội, Thanh Huy 1, Thanh Huy 2.